# 龙潼鼬眼蛤
龙潼鼬眼蛤（学名：Galeomma layardi），是帘蛤目鼬眼蛤科鼬眼蛤屬的一种。

## 分佈
本物種目前只見於香港。
常栖息在潮间带。